# Rue Ernest-Lefèvre
La rue Ernest-Lefèvre est une voie du 20e arrondissement de Paris, en France.

## Situation et accès
La rue Ernest-Lefèvre est une voie publique située dans le 20e arrondissement de Paris. Elle débute au 19-23, rue du Surmelin et se termine au 84, avenue Gambetta.

## Origine du nom

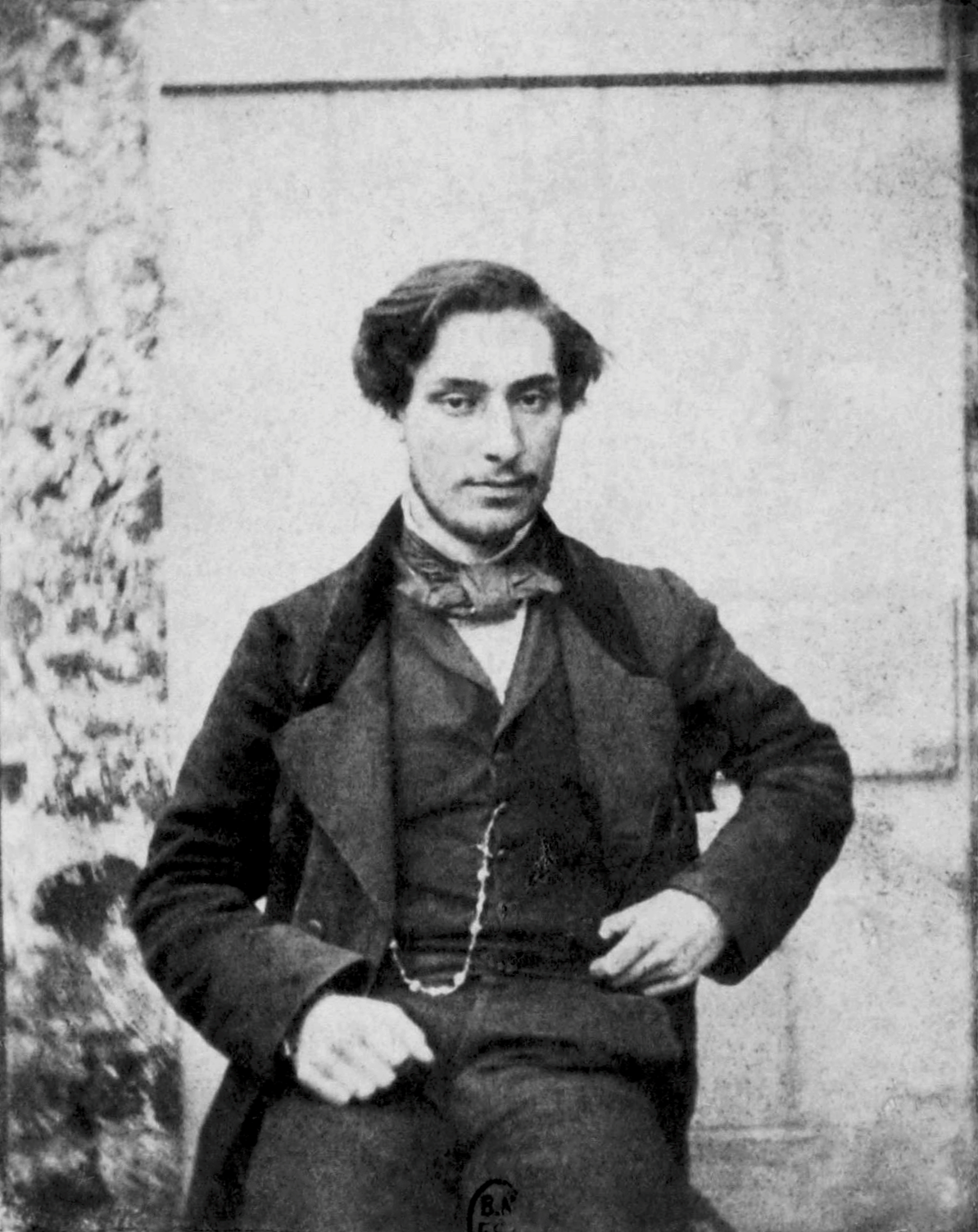
Ernest Lefèvre.

Elle porte le nom de l'avocat et homme politique François Ernest Lefèvre (1833-1889), qui fut président du Conseil municipal et député de Paris.

## Historique
Cette voie est ouverte sous sa dénomination actuelle par un arrêté du 2 août 1899. Elle est classée au nombre des voies publiques de la Ville de Paris le 22 mars 1902.

## Bâtiments remarquables et lieux de mémoire

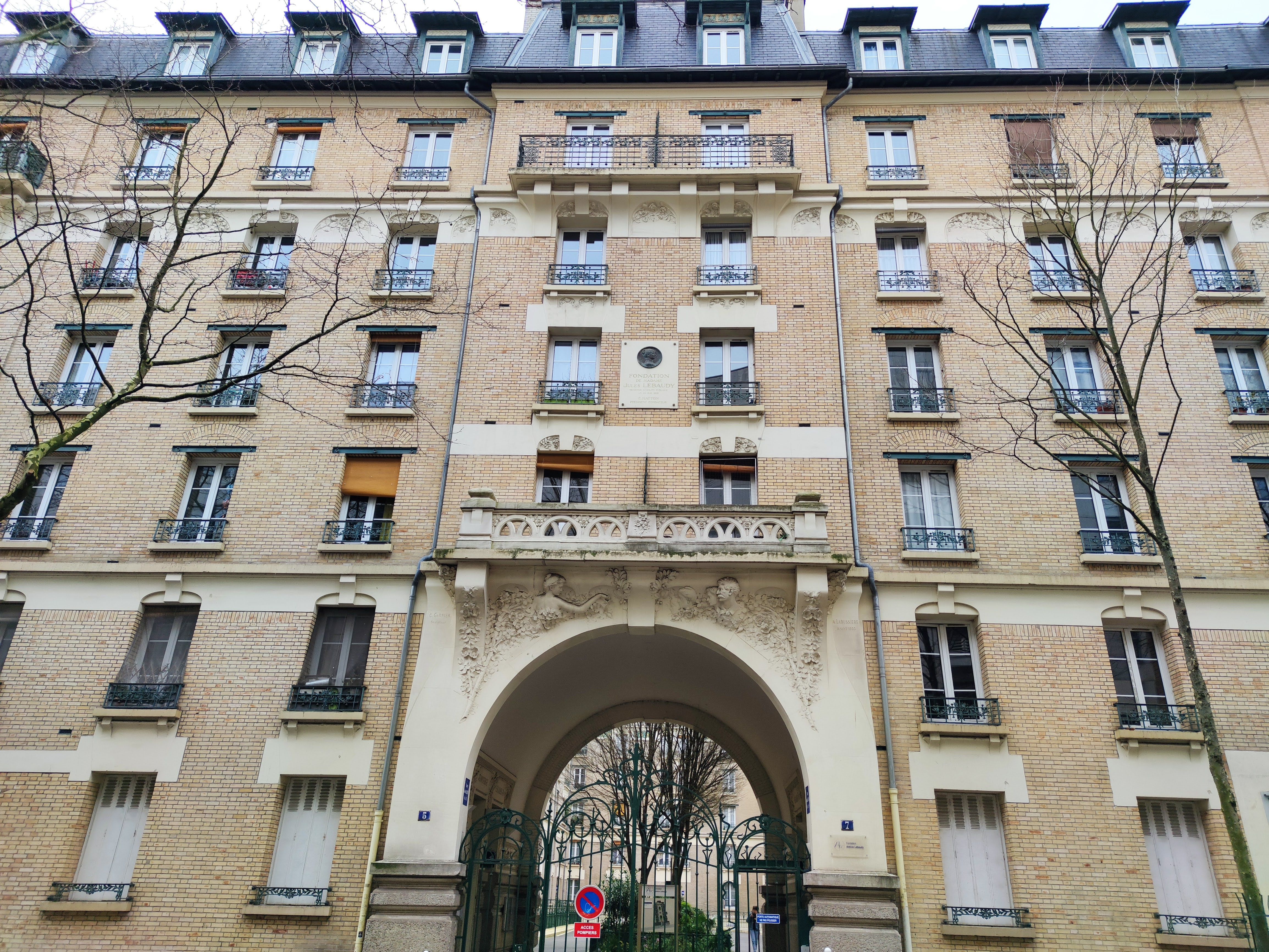
Nos 5-7.

- Nos 5-7 : immeuble édifié en 1903 par l’architecte Auguste Labussière[2].